# Manoel Pedro dos Santos Lima
Manoel Pedro dos Santos Lima (Lapa, 29 de junho de 1844 - Lapa, 1 de setembro de 1898) foi um médico brasileiro, considerado o primeiro médico do  município da cidade paranaense da Lapa.

## Biografia
Filho de José Gaspar dos Santos Lima e de Ana Mécia de Oliveira, formou-se em medicina no ano de 1868 na Faculdade de Medicina do Rio de Janeiro. Retornou à Lapa para exercer a medicina, sendo o primeiro médico da cidade. Apoiou as forças revolucionárias durante a Revolução Federalista. Após o conflito foi vítima de perseguições políticas necessitando afastar-se da Lapa, retornado após um breve período, onde vem a falecer em decorrência de Sífilis, adquirida por uma contaminação acidental enquanto tratava de um doente na fase aguda.
Por sua sabedoria e incansável dedicação aos pacientes, tornou-se uma respeitada figura na comunidade lapeana, tornando-se, assim, Patrono da cadeira 34 da Academia Paranaense de Medicina.